# Klausen (Gemeinde Matrei in Osttirol)
Klausen ist eine Fraktion der Gemeinde Matrei in Osttirol. Die Ortschaft liegt im nördlichen Iseltal südlich des Matreier Marktes und wurde am 1. Jänner 2024 von 50 Menschen bewohnt. Klausen ist Teil der Katastralgemeinde Matrei in Osttirol Land.

## Bevölkerung
Klausen wurde in den Volkszählungen lange Zeit gemeinsam mit Seblas ausgewiesen, sodass keine genaueren Vergleichszahlen für das 19. Jahrhundert vorhanden sind. Auch in der ersten Hälfte des 20. Jahrhunderts wurden Klausen und Seblas in der Volkszählung gemeinsam ausgewiesen, wobei das Gebiet 169 Einwohner in 22 Häusern umfasste. Für Klausen und Schweinach selbst wurden zudem je 2 Häuser mit 22 Personen erhoben, ohne abseits gelegene Gebiete einzurechnen. 2001 gehörte Klausen mit 58 Einwohnern zu den kleinsten Fraktionen der Gemeinde Matrei.

## Bauwerke und Sehenswürdigkeiten
Klausen beherbergt eine Kapelle, die dem heiligen Chrysanth und der heiligen Daria geweiht wurde. Die Errichtung der Kapelle wurde 1849 bewilligt und bis 1851 ausgeführt, danach erfolgte am 25. Oktober 1852 die Weihe durch den Matreier Dekan Johann Wierer. Die Kapelle verfügt über einen leicht eingezogenen Rundbogenchor an einem rechteckigen Grundriss. Darüber erhebt sich ein steiles, schindelgedecktes Satteldach, wobei sich darüber eingangsseitig ein turmartiger, schindelgedeckter Dachreiter erhebt. Dieser wurde auf hexagonalem Grundriss ausgeführt und ist rundbogigen Schalllöchern, Glockendach und Zwiebelhaube ausgeführt. Die Längswände sind durch jeweils zwei rechteckige Fenster durchbrochen, das Eingangsportal wurde ebenfalls rechteckig ausgeführt.
Im Inneren dominiert der hölzerne Altar aus dem Beginn des 19. Jahrhunderts und die Wandmalereien. Diese zeigen die Kreuzauffindung, die von Ovalmedaillons mit Darstellungen der heiligen Päpste Silvester und Gregor flankiert ist. Der Altar verfügt über eine dunkelgrüne Marmorfassung und vergoldete Ornamentteile. Das Altarblatt zeigt ein Kruzifix mit einer Darstellung von Maria Magdalena, im Auszug findet sich eine Abbildung des heiligen Chrysanth in Ovalbilddarstellung. Die Altarsäulen werden von figuralen Darstellungen des heiligen Florian (links) und des heiligen Sebastian (rechts) flankiert. Der Kreuzweg der Kapelle stammt aus der Mitte des 19. Jahrhunderts und zeigt Stiche aus dem 19. Jahrhundert.